# Diplazium brachysoroides
Diplazium brachysoroides är en majbräkenväxtart som beskrevs av Edwin Bingham Copeland.
Diplazium brachysoroides ingår i släktet Diplazium och familjen Athyriaceae. Inga underarter finns listade i Catalogue of Life.